# Peter Frömmig

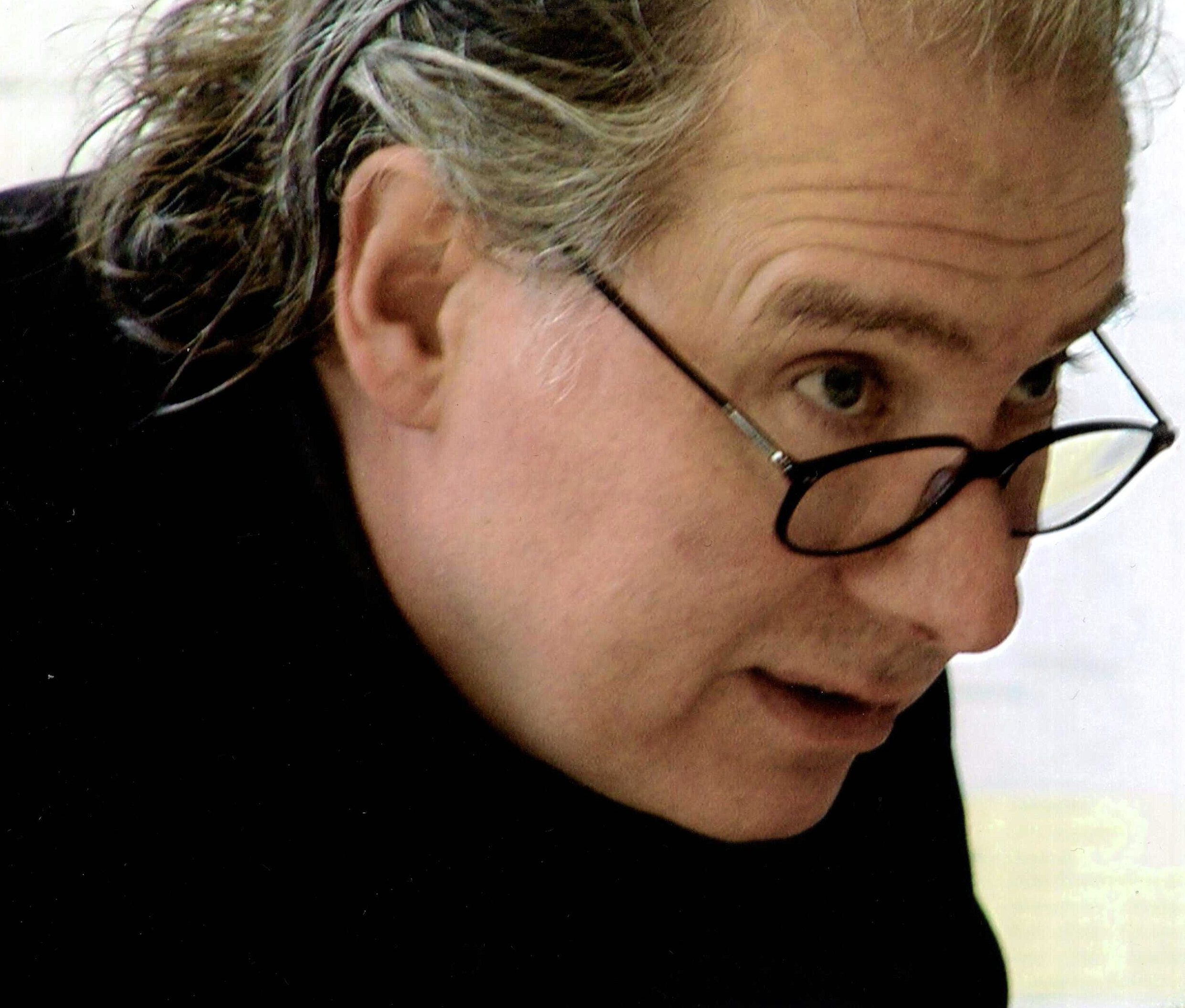
Peter Frömmig (2014)

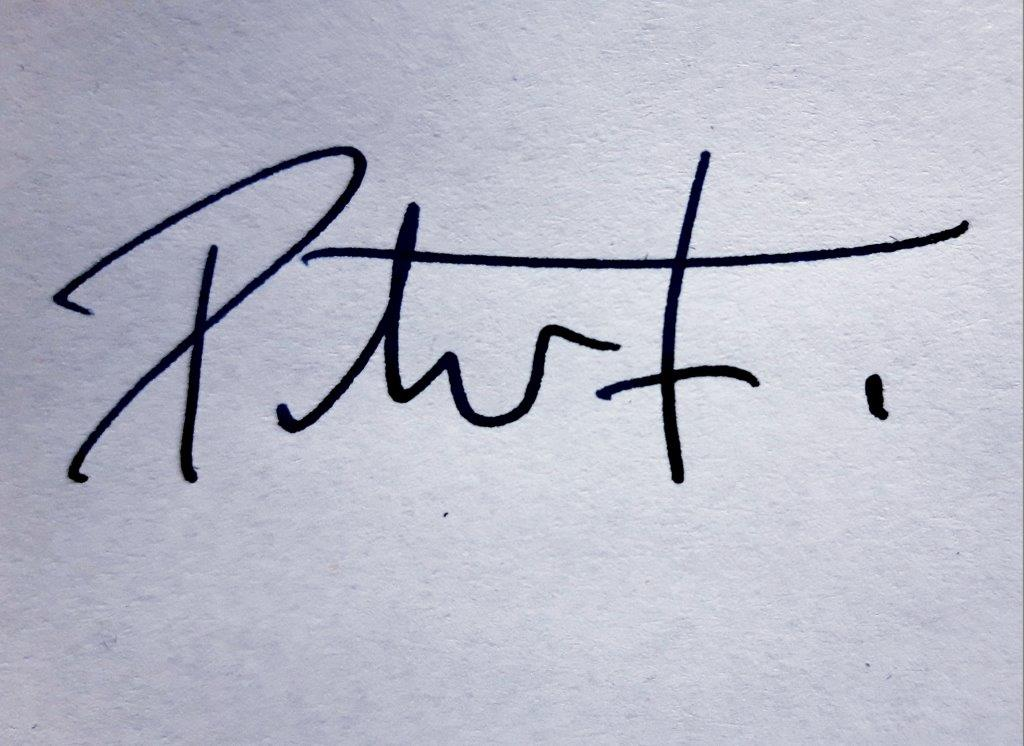
Signatur Peter Frömmig

Peter Frömmig (* 11. Juni 1946 in Eilenburg) ist ein deutscher Schriftsteller und Künstler.

## Leben und Werk
Peter Frömmig wuchs in Speyer auf. Nach einer Feinmechanikerlehre sowie einigen Jahren Fabrikarbeit und Montage siedelte er 1965 nach Köln über, wo er eine Anstellung als Zeichner bei der Bundespost annahm. Seitdem beschäftigte er sich mit Literatur, Theater und Kunst.
Als angehender Schriftsteller wurde Frömmig schon früh gefördert. Sein erster Mentor war der an der Universität Köln lehrende Autor Rainer Taëni („Drama nach Brecht“). Durch das Kultusministerium von Nordrhein-Westfalen erhielt Frömmig 1968 ein Stipendium zum Besuch der Dramatischen Werkstatt Salzburg, wo sein Bühnenstück „Konfrontationen“ uraufgeführt wurde. 1970 folgte eine Hörspielfassung im Österreichischen Rundfunk (ORF). Nach dem Umzug von Köln nach Salzburg war Frömmig ab 1969 Mitarbeiter in der Literatur- und Hörspielabteilung des ORF (Leitung Rudolf Bayr), wo es zu ersten Veröffentlichungen seiner Gedichte und Prosatexte kam. Die Kurzgeschichte „Der Trip des Autostoppers X nach Da“ wurde 1970 im Feuilleton der Salzburger Nachrichten seine erste Publikation in Druckform. Es folgten weitere Veröffentlichungen in Feuilletons und Literaturzeitschriften, der ORF und der NDR sendeten Hörspiele. P.F. besuchte die Internationale Sommerakademie Salzburg und erhielt 1973 ein Jahresstipendium der Landesregierung Salzburg, die auch Bilder von ihm ankaufte.
1975 übersiedelte Frömmig in die USA, wo er sich als bildender Künstler hervortat, viel in Idaho und an der Westküste ausstellte. Nach sechs Jahren beschloss er die Rückkehr nach Deutschland, ließ sich in Freiburg im Breisgau nieder und widmete sich vorrangig wieder dem Schreiben. Ermutigt dazu durch die Produktion seines Hörspiels „Offene Geheimnisse“ (ORF 1986) und durch ein größeres Arbeitsstipendium vom Förderkreis deutscher Schriftsteller in Baden-Württemberg. Weitere Öffentlichkeit erhielt er durch Publikationen in Literaturzeitschriften („Allmende“), Anthologien und Sendungen seiner Texte im Südwestfunk. Zum Buchdebüt („Im Schatten des Lärms. Zyklische Gedichte“) kam es 1988 in der Edition Isele. 1990 wurde Frömmig mit einem Jahresstipendium für Literatur durch die Kunststiftung Baden-Württemberg ausgezeichnet. Im „Abendstudio für neue Literatur“ des NDR (Redaktion Wend Kässens) wurde er 1992 vorgestellt.
Seit 1995 lebt und arbeitet der Autor und bildende Künstler in Marbach am Neckar. Sein literarisches Metier umfasst weiterhin vor allem Gedichte, Erzählungen und Essays. Als Mitarbeiter verschiedener Zeitschriften hat Frömmig auch zahlreiche Beiträge zu Kunst, Literatur und Zeitgeschichte verfasst, auch Features für den Rundfunk (SWR).
2010 Uraufführung des Schauspiels „Ein Strich auf der Mitte der Brücke“ von Thor Truppel im Studio Theater Stuttgart nach Texten aus den Werken von Peter Frömmig (auch Co-Autor). 2019 erhielt er durch die Gesellschaft für zeitgenössische Lyrik Leipzig den Poesiealbum neu-Preis für das beste Gedicht des Jahrgangs 2018. Einblick in das Schaffen von Peter Frömmig gewährt die Dauerausstellung "Literaturszene Stuttgart-Region" in der Stadtbibliothek Stuttgart.

## Einzeltitel
- Im Schatten des Lärms, Edition Isele, 1988
- Vom Stadtrand, 1994
- Nimmerda, Obleser Publizistik, 2000
- Zusammenspiel, Obleser Publizistik, 2001
- Im Lichtwechsel, Obleser Publizistik, 2002
- Fernsehen für Schlaflose, Obleser Publizistik, 2003
- Anderswo. Novelle aus diesen Tagen, Obleser Publizistik, 2004
- Via Ronco 40 (mit Rainer Wedler und Lorenz Obleser als Koautoren), Obleser Publizistik, 2005
- Auf dem Kamm geblasen: Für Peter Frömmig zum 11. Juni 2006 (mit Koautor Lorenz Obleser), Obleser Publizistik, 2006
- Der Strand gehört dem Strandgut, Obleser Publizistik, 2007
- Ein Strich auf der Mitte der Brücke (mit Koautor Thor Truppel), mtt – Marianne Terplan Theaterverlag, 2011
- Am Leben sein, Gonzo Verlag, 2012
- Das Rumoren am Rande der Ereignisse, Edition Monrepos, 2014
- Auf langen Wegen in kleiner Stadt, Collection Montagnola, 2016
- Das Haus, in dem die Wörter wohnen: Gedichte für Kinder und Erwachsene, Edition Monrepos, 2016
- Die Liebe zur Peripherie: Freiburger Miszellen, Kleine Oberrheinische Bibliothek, 2017
- Venedig lebt noch: Erzählung eines Sommers, Imago Mondial, 2017
- Freiburg!: Erkundung einer Stadt, Imago Mondial, 2017
- Der Gesang in den Drähten (Verstreute Gedichte), Gonzo Verlag, 2017
- Die Wörter gehen ein und aus, Pop Verlag, 2018
- Sedimente der Zeit, Pop Verlag, 2022

## Stipendien und Preise
- 1968: Stipendium zum Besuch der Dramatischen Werkstatt Salzburg, Kultusministerium NRW
- 1973: Jahresstipendium, Landesregierung Salzburg
- 1986: Arbeitsstipendium, Förderkreis deutscher Schriftsteller in Baden-Württemberg
- 1990: Jahresstipendium für Literatur, Kunststiftung Baden-Württemberg
- 2019: „Poesiealbum-neu-Preis'“ der Gesellschaft für zeitgenössische Lyrik für das beste Gedicht des Jahrgangs 2018